# Blodspor i Transsylvanien
Blodspor i Transsylvanien er en børne- og ungdomsroman skrevet af Dennis Jürgensen. Den blev udgivet i 1986.

## Handling
Monstrene fra udstillingen på Neanderslottet har brug for Freddys hjælp, for Dracula er ved at blive glemt, så museumspersonalet overvejer at fjerne ham fra udstillingen. Han er den sidste i sin slægt og kan ikke drikke blod længere har han en eksistentiel krise.
Freddy foreslår at de tager til Transsylvanien for at skræmme beboerne i landsbyen ved Dracula-slægtens slot. De har dog travlt, for de skal nå det hele på én nat, hvis ikke Freddys forældre skal opdage, at han er væk, så de flyver straks afsted på ryggen af dragen Nitan.
De hælder teaterblod ud på jorden og laver fodspor, hvorefter Freddy går ind på kroen for at fortælle, at Grev Dracula er tilbage på slottet. Det viser sig dog, at langt vanskeligere at skræmme folk nu om dage, end det tidligere har været.